# Степове (Пологівський район)
Степове́ — село в Україні, у Малинівській сільській громаді Пологівського району Запорізької області. Населення становить 40 осіб. До 2018 орган місцевого самоврядування — Новозлатопільська сільська рада.

## Географія
Село Степове знаходиться на лівому березі річки Солона, вище за течією примикає село Новоукраїнське, нижче за течією на відстані 2,5 км розташоване село Ольгівське. Річка в цьому місці пересихає.

## Історія
12 червня 2020 року, відповідно до Розпорядження Кабінету Міністрів України від № 713-р «Про визначення адміністративних центрів та затвердження територій територіальних громад Запорізької області», увійшло до складу Малинівської сільської громади.
19 липня 2020 року, в результаті адміністративно-територіальної реформи та ліквідації Гуляйпільського району, село увійшло до складу Пологівського району.

## Населення
Згідно з переписом УРСР 1989 року чисельність наявного населення села становила 69 осіб, з яких 30 чоловіків та 39 жінок.
За переписом населення України 2001 року в селі мешкало 40 осіб.

### Мова
Розподіл населення за рідною мовою за даними перепису 2001 року:
| Мова       | Відсоток |
| ---------- | -------- |
| українська | 97,50 %  |
| російська  | 2,50 %   |